# Le Malin (contre-torpilleur)
Pour les articles homonymes, voir Le Malin.
Le Malin était l'un des six contre-torpilleurs de la Marine nationale française de la classe Le Fantasque ayant été construits dans les années 1930. Reclassé croiseur léger après sa modernisation en 1943 aux États-Unis, il faisait partie, avec ceux de sa classe, des navires les plus rapides du monde, pouvant atteindre et soutenir une vitesse de plus de 40 nœuds. Des six de sa classe, il fut le premier lancé et le dernier rayé des listes de la Flotte.
Comptant quatre citations à l'ordre de l'Armée de mer, il s'est particulièrement illustré lors de la Seconde Guerre mondiale, et ce jusqu'à un abordage accidentel avec Le Terrible en décembre 1944. Réparé, il reprit du service actif  (participation au printemps 1946 à la commémoration de la Bataille de Narvik) en 1951 et 1952 en Indochine puis en France. Sera définitivement condamné et démantelé en 1976.

## Histoire

### Premières campagnes
Au déclenchement du conflit, il fait partie de la Force de Raid.
Narvik. Dakar. Afrique du nord. États-Unis. Grèce. Italie. Corse. Débarquement en Provence.

### Rénovation
Aux États-Unis en 1943.

### Bataille d'Ist (29 février 1944)
Engagement naval en mer Adriatique, entre les îles de Škarda et Molat, au large de l'île d'Ist, le 29 février 1944, entre les croiseurs légers des Forces navales françaises libres et d'une flottille de la Kriegsmarine escortant un cargo.

### Fin de la Seconde Guerre mondiale
En disponibilité armée en 1945, avant de reprendre de 1951 à 1952 une activité d'escorteur en Indochine.

### Guerre d'Indochine
De 1951 à 1952 Le Malin assure l'escorte du porte-avions Arromanches en Indochine. Sera mis en réserve le 31 juillet 1952.

### Destin final
Désarmé à son retour d'Indochine, Le Malin est affecté d'août 1952 à octobre 1956 comme annexe à l'École navale pour l'instruction des élèves officiers. Il a ensuite servi de ponton dans le port militaire de Brest jusqu'à son retrait des listes de la Marine, le 3 février 1964. La coque, numérotée Q 359, a alors été utilisée comme brise-lames à l'embouchure du Scorff à Lorient puis vendue pour la ferraille en 1976 à la société Bonturi et démantelée.